# Paradiso (Divina Commedia)
Il Paradiso è la terza delle tre cantiche che compongono la Divina Commedia di Dante Alighieri, dopo l'Inferno e il Purgatorio.
Nell'Epistola XIII Dante dedica la cantica a Cangrande della Scala.

## La struttura del Paradiso
La struttura del Paradiso è costruita sul sistema geocentrico di Aristotele e di Claudio Tolomeo: al centro dell'universo sta la Terra, nella regione sublunare, e intorno ad essa nove sfere concentriche, responsabili del movimento dei pianeti.
Mentre l'Inferno è un luogo presente sulla Terra, il Paradiso è un mondo immateriale, etereo, diviso in nove cieli: i primi sette prendono il nome dai corpi celesti del sistema solare (nell'ordine Luna, Mercurio, Venere, Sole, Marte, Giove, Saturno), gli ultimi due sono costituiti dalla sfera delle stelle fisse e dal Primo mobile.
Il tutto è contenuto nell'Empireo.

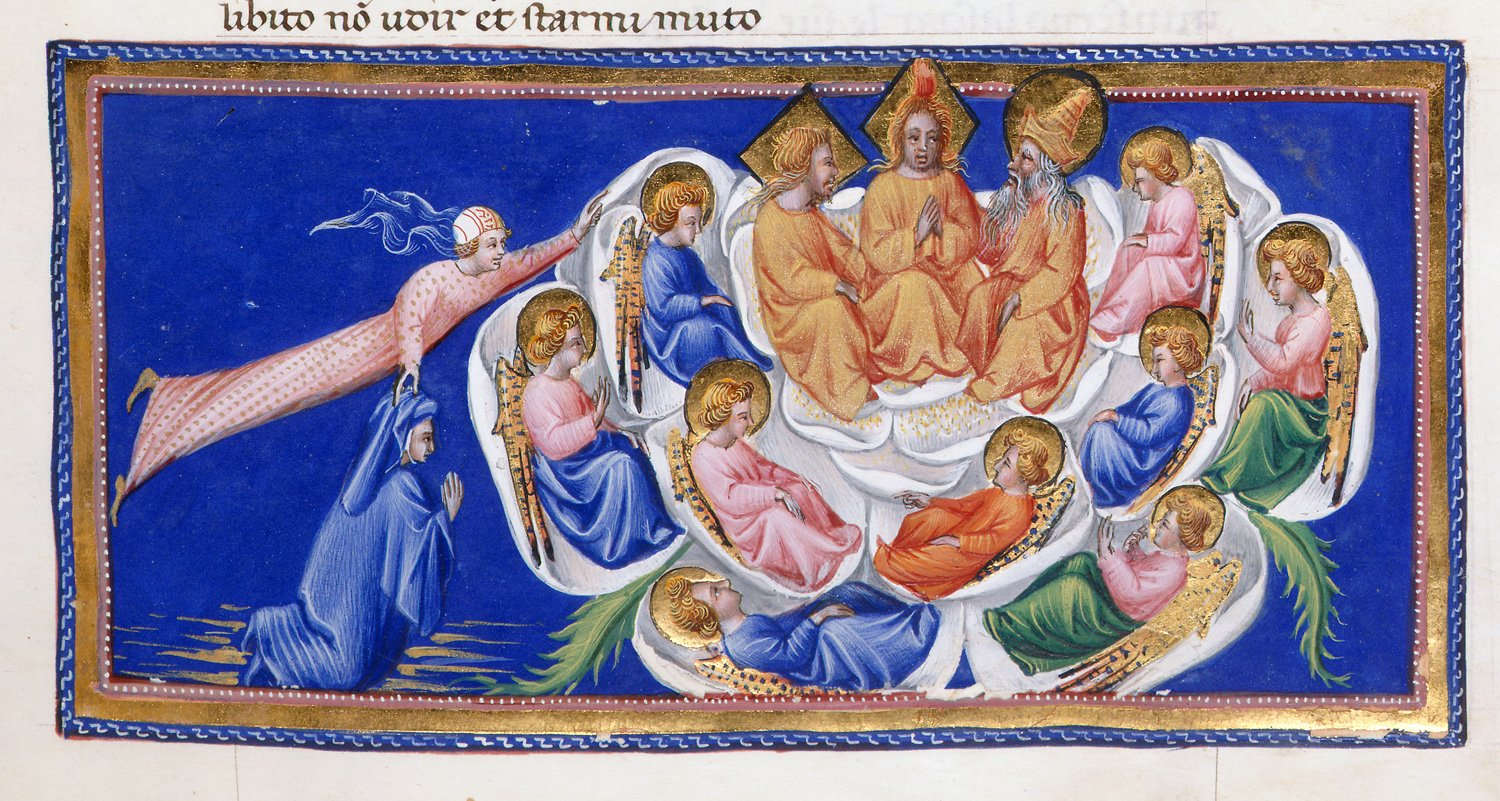
Le anime beate nella Candida Rosa

Il rapporto tra Dante e i beati è molto diverso rispetto a quello che il poeta ha intrattenuto con i dannati e i penitenti: tutte le anime del Paradiso, infatti, risiedono nell'Empireo, e precisamente nella Candida Rosa, dal quale essi contemplano direttamente Dio; tuttavia, per rendere più comprensibile al viaggiatore l'esperienza del Paradiso, le figure gli appaiono di cielo in cielo, in una precisa corrispondenza astrologica tra la qualità di ogni pianeta e il tipo di esperienza spirituale compiuta dal personaggio descritto: così, nel cielo di Venere appaiono gli spiriti amanti, e in quello di Saturno gli spiriti contemplativi e via dicendo.
All'ingresso del Paradiso terrestre, situato sulla cima della montagna del Purgatorio, Virgilio, che secondo l'interpretazione figurale rappresenta la Ragione, scompare (Purgatorio, canto XXX) e viene sostituito da Beatrice, raffigurante la Grazia della fede, la Teologia. Ciò simboleggia l'impossibilità per l'uomo di giungere a Dio per il solo mezzo della ragione umana: sono necessari uno scarto intuitivo e un diverso livello di "ragione divina" (ossia di verità illuminata), rappresentati appunto dall'accompagnatrice. Successivamente, a Dante si affiancherà una nuova guida: Beatrice lascia maggiore spazio a san Bernardo di Chiaravalle, pur restando presente e pregando per il poeta nel momento dell'invocazione finale del santo alla Madonna. La Teologia (Beatrice) non è sufficiente per elevarsi alla visione di Dio, alla quale si può giungere solo attraverso la contemplazione mistica dell'estasi, rappresentata allegoricamente da san Bernardo.
Nello scandire i tempi del viaggio attraverso il Paradiso, Dante ha presente lo schema dell'Itinerario della mente in Dio di San Bonaventura, che prevedeva platonicamente tre gradi di apprendimento: l'Extra nos, ovvero l'esperienza dei sette cieli, corrispondente alla conoscenza sensibile della teoria platonica; l'Intra nos, o l'esperienza delle stelle fisse, corrispondente alla visione immaginativa; il Supra nos, o l'esperienza dell'Empireo, corrispondente alla conoscenza intellettuale. In questa scansione sono tuttavia presenti anche elementi di carattere scolastico-aristotelico (vita mondana, attiva e contemplativa) e agostiniano (la vita attiva secondo la Scientia, e la vita contemplativa secondo la Sapientia).
Giovanni 14:2 afferma che "nella casa del Padre mio ci sono molte dimore". Questo passo è inteso come un riferimento all'esistenza di molteplici gradi di beatitudine in Paradiso.

## Caratteristiche generali
Nel Paradiso dimora l'eterna beatitudine: le anime contemplano la divinità di Dio e sono colme di grazia. Via via che Dante ascende, intorno a lui aumenta la luminosità, e il sorriso di Beatrice diviene sempre più abbagliante.
Dante arriverà a vedere Dio e a contemplare la Trinità grazie all'intercessione della Madonna invocata da San Bernardo, ultima guida di Dante negli ultimissimi canti del Paradiso.
Durante il viaggio in Paradiso Dante affronta molte questioni filosofiche e teologiche spiegandole sulla base del sapere medievale.
Gli angeli delle gerarchie si suddividono in tre sfere di tre cori (o ordini) ciascuno, secondo la dottrina già abbozzata da Paolo di Tarso (Efesini 1, 21; Colossesi 1, 16) e poi definita da Pseudo-Dionigi Areopagita, filosofo neoplatonico del V secolo, nella Gerarchia celeste. I tre ordini superiori rivolgono lo sguardo direttamente a Dio, e vivono completamente immersi in Lui. Sono Serafini, angeli il cui atto è solo amore; i Cherubini che sussistono nella conoscenza; i Troni la cui caratteristica consiste nella partecipazione attiva all'altissima presenza di Dio. Seguono le Dominazioni, le Virtù, le Potestà: la loro esistenza si attua nella collaborazione, attraverso la contemplazione e l'amore, al piano di Dio. Gli ultimi tre cori, Principati, Arcangeli e Angeli, vivono partecipando dell'atto stesso divino che crea e regge il mondo, al divenire del cosmo e alla storia dell'uomo. Gli angeli sono anche messaggeri di Dio di cui Egli si serve per agire nel mondo. Secondo un'antichissima dottrina le intelligenze angeliche muovono le sfere celesti, poiché il primo effetto dell'azione divina è l'anelito verso di Lui, consistente nel movimento, e questo si attua nel circolo che è forma di eternità. La sfera più esterna gira più rapidamente poiché più vicina all'empireo, il luogo dove risiede Dio (Paradiso XXVII, 109-117).

## Schema
In grassetto i nomi dei personaggi effettivamente presenti in quel cielo (incontrati da Dante o semplicemente citati da qualcuno come presenti), esclusi quelli dei quali si profetizza una venuta futura; gli altri sono solo oggetto di varie perifrasi, citazioni e descrizioni (alcuni sono citati ma non presenti nel cielo). I luoghi citati tra parentesi sono in genere non nominati direttamente ma presentati da perifrasi.
| Luogo                   | Beati                                                                                      | Apparizione                                           | Personaggi | Luoghi | Canti                              |
| ----------------------- | ------------------------------------------------------------------------------------------ | ----------------------------------------------------- | --- | --- | ---------------------------------- |
| I Cielo Luna            | Spiriti inadempienti: non compirono i voti perché costretti (Intelligenze motrici: Angeli) | Immagini riflesse in cristalli o in acque.            | Apollo, Marsia, Cesare, Glauco, Minerva, Muse, Giasone, Caino, Narciso, Piccarda Donati, Chiara d'Assisi, Costanza d'Altavilla, Enrico VI di Svevia, Federico Barbarossa, Daniele, Nabuccodonosor, Platone, Mosè, Samuele, l'un Giovanni, l'altro Giovanni, Maria Vergine, arcangelo Gabriele, arcangelo Michele, arcangelo Raffaele, Tobia, Timeo, Giove, Mercurio, Marte, san Lorenzo, Muzio Scevola, Alcmeone, Iefte, Agamennone, Ifigenia. | Parnaso, Delfi, Cirra, Colchide, Svevia. | IIIIIIIVV                          |
| II Cielo Mercurio       | Spiriti attivi: operarono il bene per aver fama (Intelligenze motrici: Arcangeli)          | Bagliori che danzano e cantano.                       | Giustiniano, Costantino, Lavinia, Enea, Agapito I, Belisario, Pallante, Orazi e Curiazi, Sabine, Lucrezia, Romolo, Numa Pompilio, Tullo Ostilio, Anco Marzio, Tarquinio Prisco, Servio Tullio, Tarquinio il Superbo, Brenno, Pirro, Torquato, Cincinnato, Publio Decio Mure e figlio, Quinto Fabio Massimo, gens Fabia, Cartaginesi, Annibale, Scipione, Pompeo, Cesare, Ettore, Tolomeo, Iuba, Bruto, Cassio, Cleopatra, Giano, Tiberio, Tito, Longobardi, Carlo Magno, Carlo II d'Angiò, Romeo di Villanova, Margherita di Provenza, Eleonora di Provenza, Sancia di Provenza, Beatrice di Provenza, Raimondo Berengario IV di Provenza, Adamo. | Europa, (Bisanzio), (Troia), Alba Longa, Alpi, (Fiesole), Varo, Reno, Isère, Loira (o Arar), Senna, Rodano, Ravenna, Rubicone, Spagna, Durazzo, Farsalo, Nilo, Antandro, Simoenta, Modena, Perugia, mar Rosso. | VIVII                              |
| III Cielo Venere        | Spiriti amanti (Intelligenze motrici: Principati)                                          | Volteggiano cantando.                                 | Venere, Dione, Cupido, Carlo Martello d'Angiò, Tifeo, Carlo I d'Angiò, Rodolfo I d'Asburgo, Roberto d'Angiò, Aristotele, Solone, Serse, Melchisedech, Dedalo, Icaro, Esaù, Giacobbe, Quirino, Marte, Clemenza d'Asburgo, Ezzelino III da Romano, Cunizza da Romano, Rizzardo II da Camino, Alessandro Novello, Folchetto da Marsiglia, Belo, Sicheo, Creusa, Fillide, Ercole, Raab, Giosuè, Arcangelo Gabriele, san Pietro. | Rodano, Sorga, (Provenza), Ausonia, Bari, Gaeta, Catona, Tronto, Verde, Danubio, (Ungheria), Trinacria, Pachino, Peloro, Palermo, Catalogna, Rialto, Brenta, Piave, Feltre, Colle di Romano, Tagliamento, Adige, Padova, Vicenza, Bacchiglione, Sile, Cagnan, mar Mediterraneo, Ebro, Magra, Genova, Toscana, Bugia, (Marsiglia), Terrasanta, Firenze, Nazaret, Vaticano, Roma. | VIIIIX                             |
| IV Cielo Sole           | Spiriti sapienti (Intelligenze motrici: Potestà)                                           | Danzano e cantano in triplice corona.                 | Diana, Latona, San Tommaso d'Aquino, san Domenico, Alberto Magno, Graziano, Pietro Lombardo, Sant'Agostino, Salomone, Dionigi l'Areopagita, Paolo Orosio, Boezio, Isidoro di Siviglia, Beda, Riccardo da San Vittore, Sigieri di Brabante, Francesco d'Assisi, Ubaldo Baldassini, Amiclate, Cesare, Bernardo di Quintavalle, Egidio, Silvestro, Pietro Bernardone, Innocenzo III, Onorio III, Melek el-Kamel, san Pietro, Muse, Sirene, Giunone, Iride, Eco, Noè, San Bonaventura, Felice di Guzmán, Giovanna di Guzmán, Enrico di Susa, Taddeo Alderotti (o forse Taddeo Pepoli), Ubertino da Casale, Matteo d'Acquasparta, Illuminato da Rieti, Agostino, Ugo da San Vittore, Pietro Mangiadore, papa Giovanni XXI, Natan, Giovanni Crisostomo, Sant'Anselmo, Elio Donato, Rabano Mauro, Gioacchino da Fiore, Arianna, Bacco, Apollo, Adamo, Parmenide, Melisso, Brisso, Sabellio, Ario, donna Berta, ser Martino, arcangelo Gabriele. | Colonia, Basilica di San Pietro in Ciel d'Oro, Rue du Fouarre, Tupino, (Chiascio), (monte Subasio), Nocera Umbra, Gualdo Tadino, Gange, Ascesi, Tevere, Arno, (monte della Verna), (Spagna), (oceano Atlantico), Calahorra, Casale Monferrato, Acquasparta, Chiana. | XXIXIIXIIIXIV (1-78)               |
| V Cielo Marte           | Spiriti militanti (Intelligenze motrici: Virtù)                                            | Gemme danzanti in una croce luminosa.                 | Elio, Cristo, Cacciaguida, Anchise, Virgilio, Alighiero di Cacciaguida, Sardanapalo, Bellincione Berti, famiglia Nerli, famiglia Vecchietti, Troiani, Cianghella, Lapo Salterello, Cincinnato, Cornelia, Moronto, Eliseo, Aldighiera, Corrado III di Svevia, dama di Malehaut, Ginevra, Giovanni Battista, Baldo d'Agugliano, Fazio Morubaldini, (Curia romana), conti Guidi, famiglia Cerchi, famiglia Buondelmonti, famiglia Ughi, famiglia Catellini, famiglia Filippi, famiglia Greci, famiglia Ormanni, famiglia Alberichi, famiglia della Sannella, famiglia dell'Arca, famiglia Soldanieri, famiglia Ardinghi, famiglia Bostichi, famiglia Ravignani, Guido Guerra, famiglia della Pressa, famiglia Galigai, famiglia Pigli, famiglia Sacchetti, famiglia Giuochi, famiglia Fifanti, famiglia Barucci, famiglia Galli, famiglia Chiaramontesi, famiglia Donati, famiglia Calfucci, famiglia Sizii, famiglia Arrigucci, famiglia Uberti, famiglia Lamberti, famiglia Visdomini, famiglia Tosinghi, famiglia Adimari, Ubertino Donati, famiglia Caponsacchi, famiglia Giudi, famiglia Infangati, famiglia Peruzzi, Ugo il Grande, san Tommaso, Giano della Bella, famiglia Gualterotti, famiglia Importuni, famiglia Amidei, famiglia Uccellini, famiglia Gherardini, Buondelmonte dei Buondelmonti, Climene, Fetonte, Ippolito, Fedra, Bartolomeo della Scala, Cangrande della Scala, Clemente V, Enrico VII di Lussemburgo, Giosuè, Giuda Maccabeo, Carlo Magno, Orlando, Guglielmo d'Orange, Rinoardo, Goffredo di Buglione, Roberto il Guiscardo. | Campi Elisi, Firenze, monte Mario, colle Uccellatoio, Francia, Fiesole, battistero di San Giovanni, Pianura Padana, Roma, (porta San Pietro), (Ponte Vecchio), Campi Bisenzio, Certaldo, Figline, Galluzzo, Trespiano, Signa, Semifonte, Montemurlo, Acone, Val di Greve, Luni, Urbisaglia, Chiusi, Senigallia, porta Peruzza, Borgo Santi Apostoli, Ema, Atene.                | XIV (79-139)XVXVIXVIIXVIII (1-51)  |
| VI Cielo Giove          | Spiriti giusti (Intelligenze motrici: Dominazioni)                                         | Cantano volando in forma di lettere, poi di aquila.   | Muse, papa Giovanni XXII, san Pietro, san Paolo, Giovanni Battista, Lucifero, Romani, Etiopi, Persiani, Alberto I d'Austria, Filippo il Bello, Roberto I di Scozia, Edoardo I d'Inghilterra (o forse Edoardo II), Ferdinando IV di Castiglia, Venceslao II di Boemia, Carlo II d'Angiò, Federico II d'Aragona, Anchise, Giacomo II di Maiorca, Giacomo II d'Aragona, Dionigi del Portogallo, Acone VII, Stefano Urosio II, Arrigo II di Lusignano, David, Traiano, Ezechia, Costantino, Silvestro II, Guglielmo il Buono, Rifeo. | Indo, Praga, Senna, Spagna, Boemia, Gerusalemme, Sicilia, Portogallo, Norvegia, Rascia, Venezia, Ungheria, Navarra, Nicosia, Famagosta. | XVIII (52-136)XIXXX                |
| VII Cielo Saturno       | Spiriti contemplativi (Intelligenze motrici: Troni)                                        | Si muovono lungo una scala d'oro.                     | Semele, Pier Damiani, Cefàs, san Paolo, Benedetto da Norcia, san Macario, san Romualdo, vari benedettini, Giacobbe, Francesco d'Assisi. | Appennini, monte Catria, Monastero di Fonte Avellana, Chiesa di Santa Maria in Porto, Chiesa di Santa Maria di Portonovo, Montecassino, Giordano, mar Rosso. | XXIXXII (1-96)                     |
| VIII Cielo Stelle fisse | Spiriti trionfanti (Intelligenze motrici: Cherubini)                                       | Luci accese da un sole fulgente.                      | Diana, Latona, Iperione, Maia, Dione, Giove, Saturno, Marte, Polimnia, Cristo, la Madonna con l'arcangelo Gabriele, san Pietro, Paolo di Tarso, Mosè, Apostoli, Giacomo il Maggiore, Davide, Isaia, san Giovanni, Anania, Aristotele, Adamo, Virgilio, Nembrot, Bonifacio VIII, Lucifero, san Lino, sant'Anacleto, san Sisto, san Pio, Callisto I, Urbano I, papa Giovanni XXII, papa Clemente V, Scipione l'Africano. | Babilonia, Roma, (Firenze), (battistero di San Giovanni), Galizia, Egitto, Gerusalemme. | XXII (97-154)XXIIIXXIVXXVXXVIXXVII |
| IX Cielo Primo mobile   | Cori angelici (Intelligenze motrici: Serafini)                                             | Nove cerchi splendenti che girano attorno a un punto. | Ulisse, Europa, Leda, Aurora, i cori angelici attorno a Dio, Borea, Dionigi l'Areopagita, papa Gregorio I, san Paolo, Latona, san Girolamo, Lucifero, Spagnoli, Indiani, Giudei, sant'Antonio. | Cadice, (Fenicia). | XXVIIIXXIX                         |
| Empireo                 | Tutti i beati                                                                              | Candida Rosa                                          | Enrico VII di Lussemburgo, Elice, san Bernardo, santa Veronica, Fetonte, Eva, Rachele, Beatrice, Sara, Rebecca, Giuditta, Rut, Davide, Giovanni Battista, san Francesco, san Benedetto, sant'Agostino, Esaù, Giacobbe, arcangelo Gabriele, Adamo, san Pietro, san Giovanni, Mosè, sant'Anna, santa Lucia, Maria, Dio, Sibilla, Nettuno, la Trinità. | Italia, Anagni, Roma, Laterano, Firenze, Croazia. | XXXXXXIXXXIIXXXIII                 |

## Personaggi citati nella cantica
Questa è una lista dei personaggi in ordine alfabetico: quelli che interagiscono con Dante e Beatrice sono posti in grassetto, e il canto nel quale compaiono è indicato nella colonna "Canto"; gli altri personaggi sono solo menzionati, e i canti nei quali appaiono sono indicati nella colonna "Altre citazioni".
Nella colonna "Tipo", per "contemporaneo" si intende vissuto all'incirca nel XII e XIII secolo, per "storico" si intende vissuto prima di questo periodo, per "mitologico" si intende un personaggio non realmente esistito preso dalla mitologia classica, dalla letteratura o da leggende medievali come il ciclo dei Cavalieri della Tavola Rotonda, per "biblico" si intende tratto dalla Bibbia.
| Nome                               | Tipo          | Canto          | Altre citazioni       | Note |
| ---------------------------------- | ------------- | -------------- | --------------------- | --- |
| Acone VII di Norvegia              | Contemporaneo |                | 19                    | |
| Adamo                              | Biblico       | 26, 27, 32     | 7, 13, 26             | |
| Agamennone                         | Mitologico    |                | 5                     | |
| Papa Agapito I                     | Storico       |                | 6                     | |
| Agostino di Assisi                 | Contemporaneo | 12             |                       | Compagno di Francesco d'Assisi                                                                                                   |
| Agostino di Ippona                 | Storico       | 32             | 10                    | |
| Famiglia Alberichi                 | Contemporaneo |                | 16                    | |
| Alberto I d'Austria                | Contemporaneo |                | 19                    | |
| Sant'Alberto Magno                 | Contemporaneo | 10             |                       | |
| Aldighiera                         | Contemporaneo |                | 15                    | Trisavola di Dante |
| Famiglia Adimari                   | Contemporaneo |                | 16                    | |
| Alighiero di Cacciaguida           | Contemporaneo |                | 15                    | Nonno di Dante |
| Alcmeone                           | Mitologico    |                | 4                     | |
| Amiclate                           | Mitologico    |                | 11                    | Personaggio della Farsaglia di Lucano                                                                                            |
| Famiglia Amidei                    | Contemporaneo |                | 16                    | |
| Papa Anacleto I                    | Storico       |                | 27                    | |
| Anania                             | Biblico       |                | 26                    | |
| Anchise                            | Mitologico    |                | 15, 19                | |
| Anco Marzio                        | Storico       |                | 6                     | |
| Sant'Anna                          | Biblico       | 32             |                       | Nonna materna di Gesù Cristo |
| Annibale                           | Storico       |                | 6                     | |
| Anselmo d'Aosta                    | Storico       | 12             |                       | |
| Antonio abate                      | Storico       |                | 29                    | |
| Apollo                             | Mitologico    |                | 1, 2, 13              | Dio della poesia, è lui che Dante invoca all'inizio del Paradiso                                                                 |
| Apostoli                           | Biblico       |                | 24                    | |
| Famiglia Ardinghi                  | Contemporaneo |                | 16                    | |
| Argo                               | Mitologico    | 33             |                       | Era la nave degli Argonauti; inserita tra i personaggi in quanto aveva il dono della parola                                      |
| Arianna                            | Mitologico    |                | 13                    | Figlia di Minosse |
| Ario                               | Storico       |                | 13                    | |
| Aristotele                         | Storico       |                | 8, 26                 | |
| Arrigo II di Lusignano             | Contemporaneo |                | 19                    | |
| Famiglia Arrigucci                 | Contemporaneo |                | 16                    | |
| Aurora                             | Mitologico    |                | 27                    | Indicata spesso per designare l'alba                                                                                             |
| Bacco                              | Mitologico    |                | 13                    | |
| Ubaldo Baldassini                  | Contemporaneo |                | 11                    | |
| Famiglia Barucci                   | Contemporaneo |                | 16                    | |
| Beatrice di Provenza               | Contemporaneo |                | 6                     | Figlia di Raimondo Berengario IV di Provenza                                                                                     |
| Beda il Venerabile                 | Storico       | 10             |                       | |
| Belisario                          | Storico       |                | 6                     | |
| Benedettini                        | Contemporaneo | 22             |                       | |
| Benedetto da Norcia                | Storico       | 22, 32         |                       | |
| Bernardo di Chiaravalle            | Storico       | 31, 32, 33     |                       | |
| Bernardo di Quintavalle            | Contemporaneo |                | 11                    | |
| Pietro Bernardone                  | Contemporaneo |                | 11                    | |
| Donna Berta                        |               |                | 13                    | Personaggio immaginario, nominato per dire "una donna qualsiasi"; l'epiteto «donna» ha funzione ironica                          |
| Bellincione Berti                  | Contemporaneo |                | 15                    | |
| Bindo                              |               |                | 29                    | Diminutivo di Ildebrando, usato per dire "uno qualsiasi"                                                                         |
| Boezio                             | Storico       | 10             |                       | |
| Bonaventura da Bagnoregio          | Storico       | 12             |                       | |
| Papa Bonifacio VIII                | Contemporaneo |                | 27, 30                | |
| Borea                              | Mitologico    |                | 27                    | |
| Famiglia Bostichi                  | Contemporaneo |                | 16                    | |
| Brenno                             | Storico       |                | 6                     | |
| Brisso                             | Storico       |                | 13                    | |
| Bruto                              | Storico       |                | 6                     | |
| Cacciaguida                        | Storico       | 15, 16, 17, 18 |                       | Trisavolo di Dante |
| Caino                              | Biblico       |                | 2                     | |
| Famiglia Calfucci                  | Contemporaneo |                | 16                    | |
| Calisto                            | Mitologico    |                | 31                    | Chiamata «Elice» da Dante |
| Papa Callisto I                    | Storico       |                | 27                    | |
| Famiglia Caponsacchi               | Contemporaneo |                | 16                    | |
| Carlo I d'Angiò                    | Contemporaneo |                | 8                     | |
| Carlo II d'Angiò                   | Contemporaneo |                | 6, 19, 20             | |
| Carlo Magno                        | Storico       | 18             | 6                     | |
| Carlo Martello                     | Storico       | 8              | 9                     | |
| Cartaginesi                        | Popolo        |                | 6                     | Chiamati «Aràbi» |
| Cassio                             | Storico       |                | 6                     | |
| Famiglia Catellini                 | Contemporaneo |                | 16                    | |
| Famiglia Cerchi                    | Contemporaneo |                | 16                    | |
| Cesare                             | Storico       |                | 1, 6, 11              | Spesso nominato anche come titolo di imperatore                                                                                  |
| Chiara d'Assisi                    | Contemporaneo |                | 3                     | |
| Famiglia Chiaramontesi             | Contemporaneo |                | 16                    | |
| Cianghella                         | Contemporaneo |                | 15                    | |
| Cincinnato                         | Storico       |                | 6, 15                 | |
| Papa Clemente V                    | Contemporaneo |                | 17, 27, 30            | |
| Cleopatra                          | Storico       |                | 6                     | |
| Climene                            | Mitologico    |                | 17                    | |
| Cornelia                           | Storico       |                | 15                    | |
| Corrado III di Hoenstaufen         | Contemporaneo |                | 15                    | |
| Costantino                         | Storico       | 20             | 6                     | |
| Creusa                             | Mitologico    |                | 9                     | Moglie di Enea |
| Cristo                             | Biblico       | 15, 23, 33     |                       | |
| Cupido                             | Mitologico    |                | 8                     | |
| Curiazi                            | Storico       |                | 6                     | |
| Baldo d'Agugliano                  | Contemporaneo |                | 16                    | |
| Taddeo Alderotti                   | Contemporaneo |                | 12                    | Chiamato «Taddeo»: potrebbe trattarsi anche di un certo Taddeo Pepoli                                                            |
| Costanza d'Altavilla               | Contemporaneo | 3              | 3, 4                  | Moglie di Enrico VI di Svevia |
| Daniele                            | Biblico       |                | 4                     | |
| Cunizza da Romano                  | Contemporaneo | 9              |                       | |
| Clemenza d'Asburgo                 | Contemporaneo |                | 8                     | Moglie di Carlo Martello, figlia di Rodolfo I d'Asburgo; secondo altri figlia di Carlo Martello e moglie di Luigi X di Francia   |
| Davide                             | Biblico       | 20             | 25, 32                | |
| Decio padre                        | Storico       |                | 6                     | |
| Decio figlio                       | Storico       |                | 6                     | |
| Dedalo                             | Mitologico    |                | 8                     | |
| Famiglia dei Buondelmonti          | Contemporaneo |                | 16                    | |
| Buondelmonte dei Buondelmonti      | Contemporaneo |                | 16                    | |
| Giano della Bella                  | Contemporaneo |                | 16                    | |
| Famiglia dell'Arca                 | Contemporaneo |                | 16                    | |
| Famiglia della Sannella            | Contemporaneo |                | 16                    | |
| Bartolomeo della Scala             | Contemporaneo |                | 17                    | |
| Cangrande della Scala              | Contemporaneo |                | 17                    | |
| Diana                              | Mitologico    |                | 10, 22, 23            | |
| Didone                             | Mitologico    |                | 8, 9                  | |
| Felice di Guzmán                   | Contemporaneo |                | 12                    | Padre di Domenico di Guzmán |
| Giovanna di Guzmán                 | Contemporaneo |                | 12                    | Madre di Domenico di Guzmán |
| Dione                              | Mitologico    |                | 8, 22                 | |
| Dionigi del Portogallo             | Contemporaneo |                | 19                    | |
| Dionigi l'Areopagita               | Storico       | 10             | 28                    | In effetti l'autore cui fa riferimento Dante è quello che gli storici identificarono in seguito come Pseudo-Dionigi l'Areopagita |
| Domenico di Guzmán                 | Contemporaneo |                | 10, 11, 12            | |
| Famiglia Donati                    | Contemporaneo |                | 16                    | |
| Piccarda Donati                    | Contemporaneo | 3              | 4                     | |
| Ubertino Donati                    | Contemporaneo |                | 16                    | |
| Elio Donato                        | Storico       | 12             |                       | |
| Eco                                | Mitologico    |                | 12                    | |
| Edoardo I d'Inghilterra            | Contemporaneo |                | 19                    | Forse Edoardo II d'Inghilterra                                                                                                   |
| Egidio di Assisi                   | Contemporaneo |                | 11                    | Compagno di Francesco d'Assisi                                                                                                   |
| Eleonora di Provenza               | Contemporaneo |                | 6                     | Figlia di Raimondo Berengario IV di Provenza                                                                                     |
| Elio                               | Mitologico    |                | 15                    | Il Sole |
| Eliseo                             | Contemporaneo |                | 15                    | Fratello di Cacciaguida e pro-prozio di Dante                                                                                    |
| Enea                               | Mitologico    |                | 6                     | |
| Enrico VI di Svevia                | Contemporaneo |                | 3                     | |
| Enrico VII di Lussemburgo          | Contemporaneo |                | 17, 30                | |
| Enrico di Susa                     | Contemporaneo |                | 12                    | |
| Ercole                             | Mitologico    |                | 9                     | |
| Esaù                               | Biblico       |                | 8, 32                 | |
| Etiopi                             | Popolo        |                | 19                    | |
| Ettore                             | Mitologico    |                | 6                     | |
| Europa                             | Mitologico    |                | 27                    | |
| Eva                                | Biblico       | 32             |                       | |
| Ezechia                            | Biblico       | 20             |                       | |
| Ezzelino III da Romano             | Contemporaneo |                | 9                     | |
| Fabio                              | Storico       |                | 6                     | |
| Gens Fabia                         | Storico       |                | 6                     | |
| Federico Barbarossa                | Contemporaneo |                | 3                     | |
| Federico II d'Aragona              | Contemporaneo |                | 19, 20                | |
| Fedra                              | Mitologico    |                | 17                    | |
| Ferdinando IV di Castiglia         | Contemporaneo |                | 19                    | |
| Fetonte                            | Mitologico    |                | 17, 31                | |
| Famiglia Fifanti                   | Contemporaneo |                | 16                    | |
| Famiglia Filippi                   | Contemporaneo |                | 16                    | |
| Filippo IV il Bello                | Contemporaneo |                | 19                    | |
| Fillide                            | Mitologico    |                | 9                     | |
| Folchetto da Marsiglia             | Contemporaneo | 9              |                       | |
| Francesco d'Assisi                 | Contemporaneo | 32             | 11, 12, 13, 22        | |
| Arcangelo Gabriele                 | Biblico       | 23, 32         | 4, 9, 14              | |
| Famiglia Galigai                   | Contemporaneo |                | 16                    | |
| Famiglia Galli                     | Contemporaneo |                | 16                    | |
| San Girolamo                       | Storico       |                | 29                    | |
| Giacobbe                           | Biblico       |                | 8, 22, 32             | |
| Giacomo il Maggiore                | Biblico       | 25, 27         |                       | |
| Giacomo II d'Aragona               | Contemporaneo |                | 19                    | |
| Giacomo II di Maiorca              | Contemporaneo |                | 19                    | |
| Giano                              | Mitologico    |                | 6                     | Dio bifronte, rappresentava la pace e la guerra                                                                                  |
| Giano della Bella                  | Contemporaneo |                | 16                    | |
| Giasone                            | Mitologico    |                | 2                     | |
| Ginevra                            | Mitologico    |                | 16                    | Moglie di Re Artù |
| Gioacchino da Fiore                | Storico       | 12             |                       | |
| Giosuè                             | Biblico       | 18             | 9                     | |
| Giovanni Battista                  | Biblico       | 32             | 4, 16, 18             | |
| Giovanni Evangelista               | Biblico       | 25, 26, 27, 32 | 4                     | |
| Giovanni Crisostomo                | Storico       | 12             |                       | |
| Papa Giovanni XXI                  | Contemporaneo | 12             |                       | Al secolo Pietro Ispano |
| Papa Giovanni XXII                 | Contemporaneo |                | 18, 27                | |
| Giove                              | Mitologico    |                | 4, 22, 27             | |
| Giuda Maccabeo                     | Biblico       | 18             |                       | |
| Giudei                             | Popolo        |                | 29                    | |
| Famiglia Giudi                     | Contemporaneo |                | 16                    | |
| Giuditta                           | Biblico       | 32             |                       | |
| Giunone                            | Mitologico    |                | 12                    | |
| Famiglia Giuochi                   | Contemporaneo |                | 16                    | |
| Giustiniano                        | Storico       | 5, 6, 7        |                       | |
| Glauco                             | Mitologico    |                | 1                     | |
| Goffredo di Buglione               | Storico       | 18             |                       | |
| Francesco Graziano                 | Contemporaneo | 10             |                       | |
| Famiglia Greci                     | Contemporaneo |                | 16                    | |
| papa Gregorio I                    | Contemporaneo |                | 28                    | |
| Famiglia Gualterotti               | Contemporaneo |                | 16                    | |
| Guido Guerra                       | Contemporaneo |                | 16                    | |
| Guglielmo II di Sicilia            | Contemporaneo | 20             |                       | |
| Guglielmo d'Orange                 | Storico       | 18             |                       | |
| Conti Guidi                        | Contemporaneo |                | 16                    | |
| Iefte                              | Biblico       |                | 5                     | |
| Icaro                              | Mitologico    |                | 8                     | |
| Ifigenia                           | Mitologico    |                | 5                     | |
| Illuminato da Rieti                | Contemporaneo | 12             |                       | Compagno di Francesco d'Assisi                                                                                                   |
| Famiglia Importuni                 | Contemporaneo |                | 16                    | |
| Indiani                            | Popolo        |                | 29                    | |
| Famiglia Infangati                 | Contemporaneo |                | 16                    | |
| Papa Innocenzo III                 | Contemporaneo |                | 11                    | |
| Iole                               | Mitologico    |                |                       | |
| Iperione                           | Mitologico    |                | 22                    | |
| Ippolito                           | Mitologico    |                | 17                    | |
| Iride                              | Mitologico    |                | 12                    | |
| Isaia                              | Biblico       |                | 25                    | |
| Isidoro di Siviglia                | Storico       | 10             |                       | |
| Iuba                               | Storico       |                | 6                     | |
| Famiglia Lamberti                  | Contemporaneo |                | 16                    | |
| Lapo                               |               |                | 29                    | Diminutivo di Jacopo, usato per dire "uno qualsiasi"                                                                             |
| Latona                             | Mitologico    |                | 10, 22, 29            | |
| Lavinia                            | Mitologico    |                | 6                     | |
| Leda                               | Mitologico    |                | 27                    | |
| Papa Lino                          | Storico       |                | 27                    | |
| Pietro Lombardo                    | Contemporaneo | 10             |                       | |
| Longobardi                         | Popolo        |                | 6                     | |
| San Lorenzo                        | Contemporaneo |                | 4                     | |
| Santa Lucia                        | Storico       | 32             |                       | |
| Lucifero                           | Biblico       |                | 9, 19, 27, 29         | |
| Lucrezia                           | Storico       |                | 6                     | |
| San Macario                        | Storico       | 22             |                       | Ignoto. Potrebbe essere san Macario il Grande o san Macario Alessandrino                                                         |
| Maia                               | Mitologico    |                | 22                    | Madre di Mercurio |
| Dama di Malehaut                   | Mitologico    |                | 16                    | Chiamata «quella che tossio» |
| Pietro Mangiadore                  | Contemporaneo | 12             |                       | |
| Margherita di Provenza             | Contemporaneo |                | 6                     | Figlia di Raimondo Berengario IV di Provenza                                                                                     |
| Maria madre di Gesù                | Biblico       | 23, 32, 33     | numerose              | |
| Marsia                             | Mitologico    |                | 1                     | |
| Marte                              | Mitologico    |                | 4, 8, 22, 27          | |
| Ser Martino                        |               |                | 13                    | Personaggio inesistente, nominato per dire "uno qualsiasi"; l'epiteto «ser» è usato in funzione ironica                          |
| Matteo d'Acquasparta               | Contemporaneo |                | 12                    | |
| Melchisedech                       | Biblico       |                | 8                     | |
| Al-Malik al-Kamil                  | Contemporaneo |                | 11                    | |
| Melisso                            | Storico       |                | 13                    | |
| Mercurio                           | Mitologico    |                | 4                     | |
| Arcangelo Michele                  | Biblico       |                | 4                     | |
| Minerva                            | Mitologico    |                | 2                     | Dea della sapienza, invocata da Dante all'inizio del Paradiso                                                                    |
| Moronto                            | Contemporaneo |                | 15                    | Fratello di Cacciaguida e pro-prozio di Dante                                                                                    |
| Fazio Morubaldini                  | Contemporaneo |                | 16                    | |
| Mosè                               | Biblico       | 32             | 4, 24, 26             | |
| Muse                               | Mitologico    |                | 1, 2, 12, 18          | Presiedono alle arti, invocate da Dante all'inizio del Paradiso                                                                  |
| Muzio Scevola                      | Storico       |                | 4                     | |
| Nabuccodonosor                     | Biblico       |                | 4                     | |
| Narciso                            | Mitologico    |                | 3                     | |
| Natan                              | Biblico       | 12             |                       | |
| Nembrot                            | Mitologico    |                | 26                    | Uno dei Giganti |
| Famiglia Nerli                     | Contemporaneo |                | 16                    | |
| Nettuno                            | Mitologico    |                | 33                    | |
| Alessandro Novello                 | Contemporaneo |                | 9                     | |
| Noè                                | Biblico       |                | 12                    | |
| Numa Pompilio                      | Mitologico    |                | 6                     | |
| Papa Onorio III                    | Contemporaneo |                | 11                    | |
| Orazi                              | Storico       |                | 6                     | |
| Orlando                            | Storico       | 18             |                       | Nipote di Carlo Magno |
| Famiglia Ormanni                   | Contemporaneo |                | 16                    | |
| Pallante                           | Mitologico    |                | 6                     | |
| Paolo di Tarso                     | Biblico       | 27             | 18, 21, 24, 28        | |
| Paolo Orosio                       | Storico       | 10             |                       | |
| Parmenide                          | Storico       |                | 13                    | |
| Persiani                           | Popolo        |                | 19                    | |
| Famiglia Peruzzi                   | Contemporaneo |                | 16                    | |
| Pier Damiani                       | Contemporaneo | 21             |                       | |
| San Pietro                         | Biblico       | 24, 25, 27, 32 | 9, 11, 18, 21, 22, 23 | |
| Famiglia Pigli                     | Contemporaneo |                | 16                    | |
| Papa Pio I                         | Contemporaneo |                | 27                    | |
| Pirro                              | Storico       |                | 6                     | Re dell'Epiro |
| Platone                            | Storico       |                | 4                     | |
| Polimnia                           | Mitologico    |                | 23                    | Musa della poesia lirica |
| Pompeo                             | Storico       |                | 6                     | |
| Raab                               | Biblico       | 9              |                       | |
| Rabano Mauro                       | Storico       | 12             |                       | |
| Rachele                            | Biblico       | 32             |                       | |
| Arcangelo Raffaele                 | Biblico       |                | 4                     | |
| Raimondo Berengario IV di Provenza | Contemporaneo |                | 6                     | |
| Famiglia Ravignani                 | Contemporaneo |                | 16                    | |
| Rebecca                            | Biblico       | 32             |                       | |
| Riccardo da San Vittore            | Contemporaneo | 10             |                       | |
| Rifeo Troiano                      | Mitologico    | 20             |                       | |
| Rinoardo                           | Mitologico    | 18             |                       | Personaggio leggendario, gigantesco servo saraceno convertito da Guglielmo d'Orange                                              |
| Rizzardo II da Camino              | Contemporaneo |                | 9                     | Figlio di Gherardo III da Camino                                                                                                 |
| Roberto I d'Angiò                  | Contemporaneo |                | 8                     | |
| Roberto I di Scozia                | Contemporaneo |                | 19                    | |
| Roberto il Guiscardo               | Contemporaneo | 18             |                       | |
| Rodolfo I d'Asburgo                | Contemporaneo |                | 8                     | |
| Romani                             | Popolo        |                | 19                    | |
| Romeo di Villanova                 | Contemporaneo | 6              |                       | |
| Romolo                             | Mitologico    |                | 6, 8                  | |
| Romualdo di Camaldoli              | Storico       | 22             |                       | |
| Rut                                | Biblico       | 32             |                       | |
| Sabellio                           | Storico       |                | 13                    | |
| Sabine                             | Storico       |                | 6                     | |
| Famiglia Sacchetti                 | Contemporaneo |                | 16                    | |
| Salomone                           | Biblico       | 10, 14         | 13                    | |
| Lapo Salterello                    | Contemporaneo |                | 15                    | |
| Samuele                            | Biblico       |                | 4                     | |
| Sancha di Provenza                 | Contemporaneo |                | 6                     | Figlia di Raimondo Berengario IV di Provenza                                                                                     |
| Sara                               | Biblico       | 32             |                       | |
| Sardanapalo                        | Storico       |                | 15                    | |
| Saturno                            | Mitologico    |                | 22                    | |
| Scipione l'Africano                | Storico       |                | 6, 27                 | |
| Semele                             | Mitologico    |                | 21                    | |
| Serse                              | Storico       |                | 8                     | |
| Servio Tullio                      | Mitologico    |                | 6                     | |
| Sibilla                            | Mitologico    |                | 33                    | |
| Sicheo                             | Mitologico    |                | 9                     | |
| Sigieri di Brabante                | Contemporaneo | 10             |                       | |
| Papa Silvestro II                  | Contemporaneo |                | 20                    | |
| Silvestro di Assisi                | Contemporaneo |                | 11                    | Compagno di Francesco d'Assisi                                                                                                   |
| Simone Mago                        | Biblico       |                | 30                    | |
| Sirene                             | Mitologico    |                | 12                    | |
| Papa Sisto I                       | Contemporaneo |                | 27                    | |
| Famiglia Sizii                     | Contemporaneo |                | 16                    | |
| Famiglia Soldanieri                | Contemporaneo |                | 16                    | |
| Solone                             | Storico       |                | 8                     | |
| Spagnoli                           | Popolo        |                | 29                    | |
| Stefano Uros II                    | Contemporaneo |                | 19                    | |
| Tarquinio il Superbo               | Mitologico    |                | 6                     | |
| Tarquinio Prisco                   | Mitologico    |                | 6                     | |
| Tiberio                            | Storico       |                | 6                     | |
| Tifeo                              | Mitologico    |                | 8                     | Il mostro più pericoloso della mitologia greca: Dante lo incontra all'Inferno                                                    |
| Timeo                              | Storico       |                | 4                     | |
| Tito                               | Storico       |                | 6                     | |
| Tizio                              | Mitologico    | 8              |                       | Uno dei Giganti |
| Tobia                              | Biblico       |                | 4                     | |
| Tolomeo XIII                       | Storico       |                | 6                     | |
| Tommaso d'Aquino                   | Storico       | 10, 11, 12, 13 | 16                    | |
| Torquato                           | Storico       |                | 6                     | |
| Famiglia Tosinghi                  | Contemporaneo |                | 16                    | |
| Traiano                            | Storico       | 20             |                       | |
| Santa Trinità                      | Biblico       | 33             | numerose              | |
| Troiani                            | Mitologico    |                | 15                    | |
| Tullo Ostilio                      | Mitologico    |                | 6                     | |
| Famiglia Uberti                    | Contemporaneo |                | 16                    | |
| Ubertino da Casale                 | Contemporaneo |                | 12                    | |
| Famiglia Ughi                      | Contemporaneo |                | 16                    | |
| Ugo da San Vittore                 | Storico       | 12             |                       | |
| Ugo il Grande                      | Contemporaneo |                | 16                    | |
| Ulisse                             | Mitologico    |                | 27                    | |
| Papa Urbano I                      | Contemporaneo |                | 27                    | |
| Famiglia Vecchietti                | Contemporaneo |                | 15                    | |
| Venceslao II di Boemia             | Contemporaneo |                | 19                    | |
| Venere                             | Mitologico    |                | 8                     | |
| Santa Veronica                     | Biblico       |                | 31                    | |
| Virgilio                           | Storico       |                | 15, 26                | |
| Famiglia Visdomini                 | Contemporaneo |                | 16                    | |